# Ahmed Faras
Ahmed Faras (àrab: أحمد فرس)  (Mohammedia, 7 de desembre de 1946 - 16 de juliol de 2025) fou un exfutbolista marroquí de la dècada de 1970, i internacional amb la selecció del Marroc amb la qual participà en la Copa del Món de futbol de 1970.
Pel que fa a clubs, destacà a Chabab Mohammédia. L'any 1975 fou escollit Futbolista africà de l'any per la revista France Football.